# لسیکوفکا
لسیکوفکا (انگلیسی: Lesikovka) یک شهرک در بخش آلکسیفسکی استان بلگورود کشور روسیه است.